# Cheshmeh-Ali

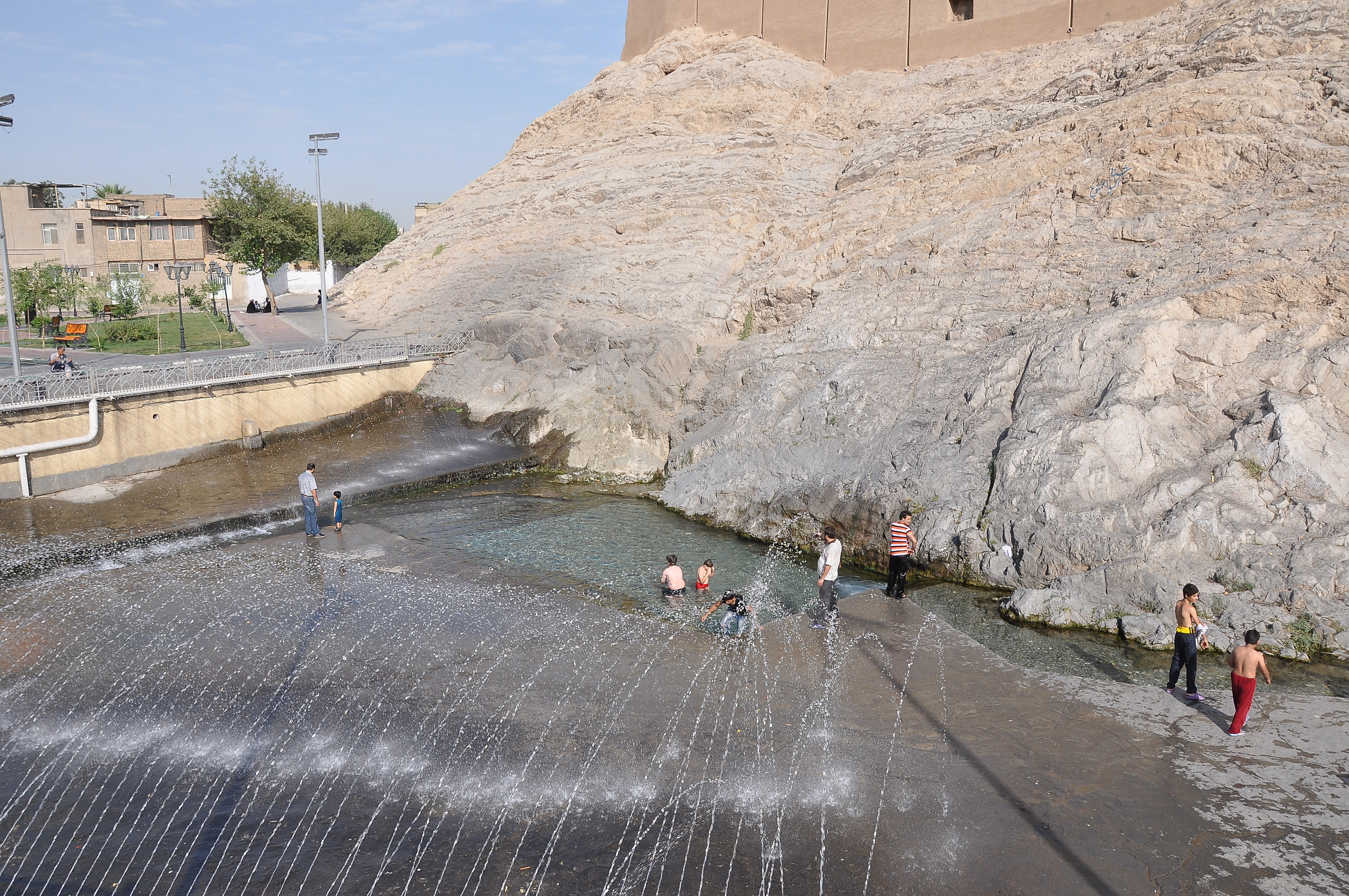
Cheshmeh-Ali i Shahr-e-Rey.

Cheshmeh-Ali (persiska: چشمه‌علی) i Shahr-e-Rey ligger i Irans huvudstad Teheran. Arkeologiska utgrävningar runt omkring denna vattenkälla visar på spår av mänskligt liv från det sjätte, femte och fjärde årtusendet f.Kr. och civilisationens historia vid platsen dateras till 4 000 år f.Kr.

## Bilder

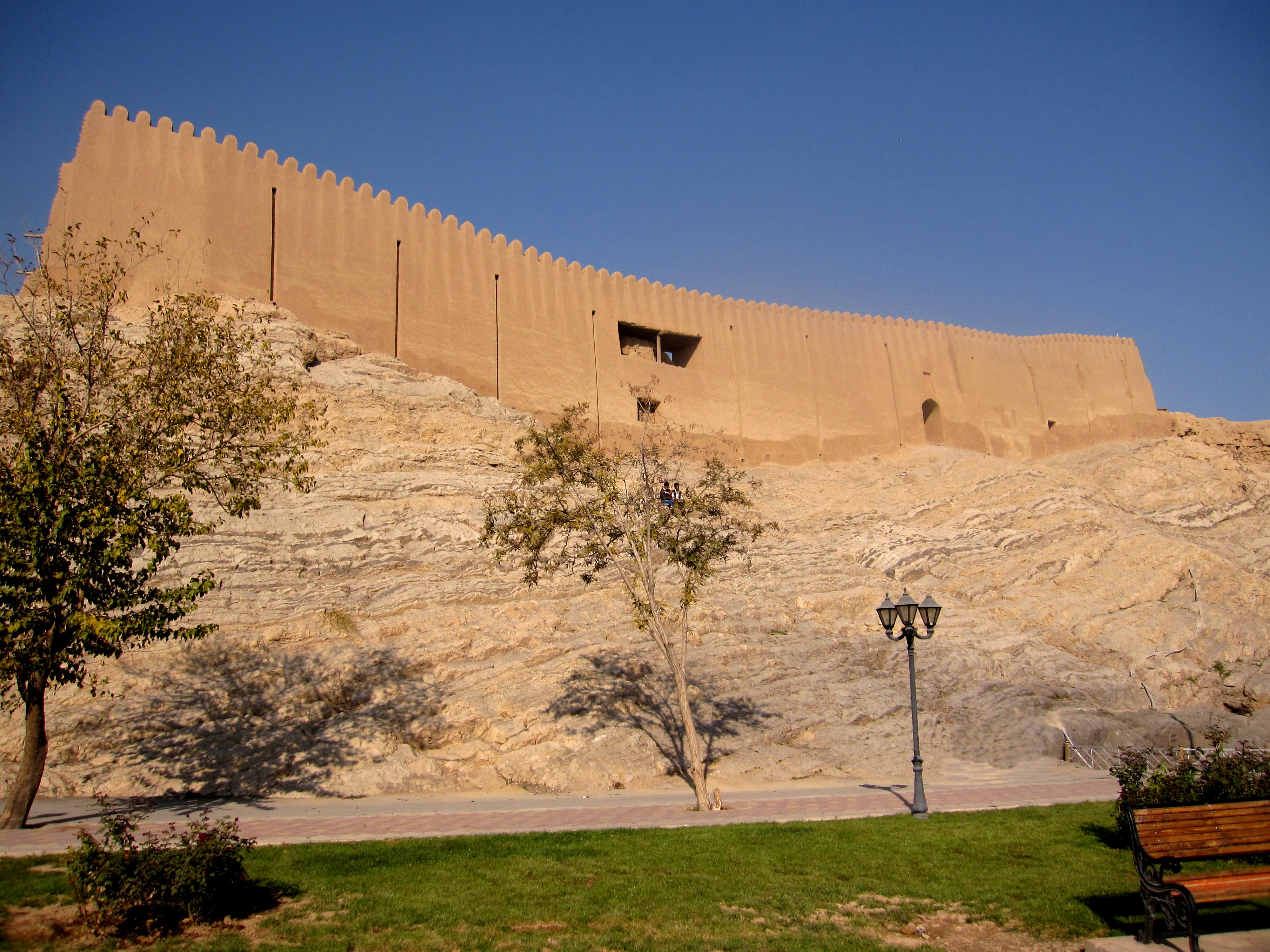
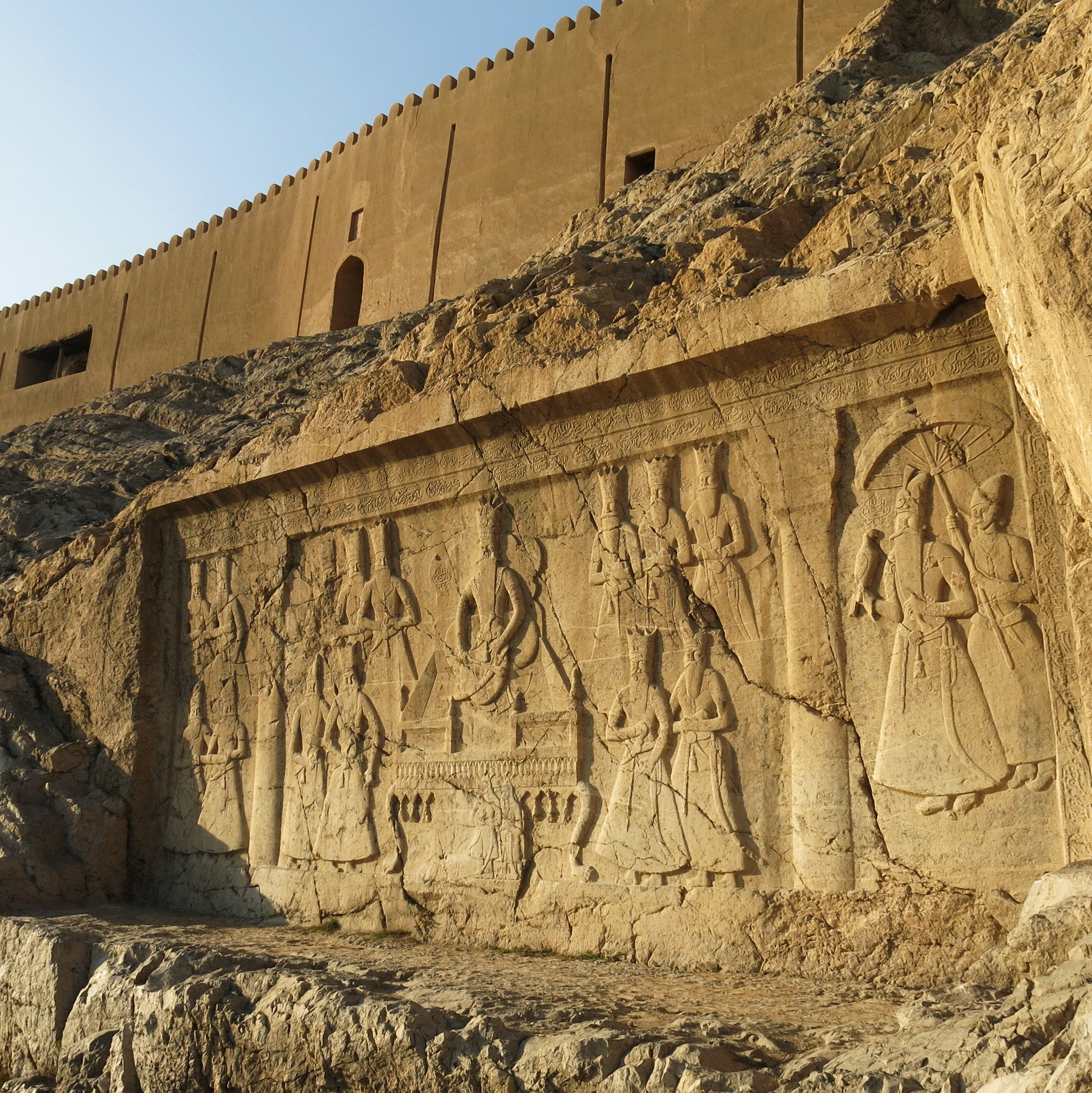
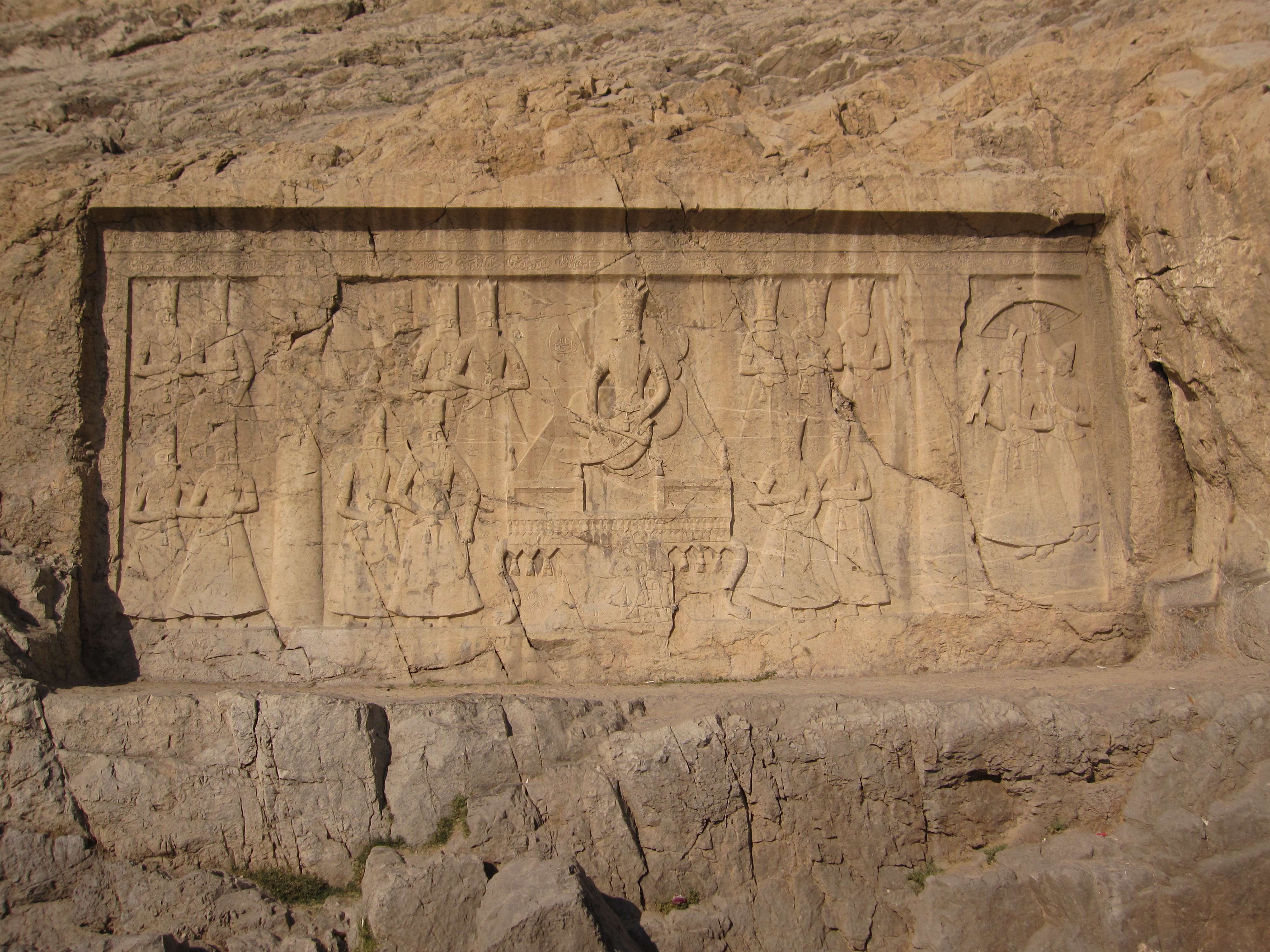